# With You and the Rain
«With You and the Rain» (яп. 雨と君と, Ame to Kimi to, З тобою і дощем) — манґа-серія, написана та ілюстрована Ко Нікайдо. Її серіалізація відбувається в журналі сейнен-манґи «Weekly Young Magazine» видавництва Kodansha з серпня 2020 року. Аніме-телесеріал, створений студією Lesprit, прем'єра якого відбулась у липні 2025 року.

## Персонажі
Фудзі (яп. 藤)
Сейю: Саорі Хаямі
Мімі (яп. ミミ)
Сейю: Юна Камакура
Рен (яп. レン)
Сейю: Сатомі Сато
Кії Елла Краузе (яп. クラウゼ・エラ・希依, Kurauze Era Kii)
Сейю: Юдзу Юмото
Ю (яп. 君, Kimi)
Сейю: Анна Мугіхо
Тацуо (яп. 辰雄)
Сейю: Йоджі Уеда
Мічіко (яп. 道子)
Сейю: Міе Сонозакі
Теру (яп. テル)
Сейю: Кікуносуке Тоя
Вако (яп. ワコ)
Сейю: Юмірі Ханаморі
Ветеринар (яп. 獣医さん, Jūi-san)
Сейю: Чафурін

## Медіа

### Манґа
Написана та ілюстрована Ко Нікайдо, манґа «З тобою і дощем» дебютувала 17 серпня 2020 року в журналі сейнен-манґи «Weekly Young Magazine» видавництва Kodansha. Kodansha зібрало її розділи в окремі томи танкобон. Перший том вийшов 5 березня 2021 року. Станом на 5 вересня 2024 року було випущено сім томів.
У Північній Америці манґа була ліцензована для цифрового видання англійською мовою компанією Kodansha USA, а перший том був опублікований 23 листопада 2021 року.

#### Томи
| № | Дата виходу    | ISBN                   |
| - | -------------- | ---------------------- |
| 1 | 5 березня 2021 | ISBN 978-4-06-522583-7 |
| 2 | 6 вересня 2021 | ISBN 978-4-06-524749-5 |
| 3 | 4 березня 2022 | ISBN 978-4-06-527052-3 |
| 4 | 6 вересня 2022 | ISBN 978-4-06-529068-2 |
| 5 | 8 травня 2023  | ISBN 978-4-06-531378-7 |
| 6 | 6 грудня 2023  | ISBN 978-4-06-533932-9 |
| 7 | 5 вересня 2024 | ISBN 978-4-06-535820-7 |

### Аніме
У серпні 2024 року було оголошено, що манґа отримає екранізацію у вигляді аніме-телесеріалу. Виробництвом серіалу займається студія Lesprit, режисером виступить Томохіро Цукімісато, сценаристом — Токо Мачіда, а за дизайн персонажів відповідатиме Аяно Овада. Прем'єра відбулась 6 липня 2025 року в програмному блоці NUMAnimation на філіалах ANN, включаючи TV Asahi, а також на BS Asahi. Crunchyroll транслюватиме серіал.

## Сприйняття
У рецензії на перші два томи Ребекка Сілверман з Anime News Network високо оцінила серію за її художнє оформлення та сюжет, зазначивши: «„З тобою і дощем“ — це повільна, мила історія про зв'язок між жінкою та її улюбленцем. Чи має значення, хто цей улюбленець? Можливо, але я думаю, що головна привабливість цієї серії полягає в тому, як легко просто розслабитися та насолоджуватися подорожжю».
Серія була номінована на премію Next Manga Award 2022 у категорії друкованої манґи та посіла четверте місце серед 50 номінантів.